# Industrie et Technologies
 (août 2020).
Si vous disposez d'ouvrages ou d'articles de référence ou si vous connaissez des sites web de qualité traitant du thème abordé ici, merci de compléter l'article en donnant les références utiles à sa vérifiabilité et en les liant à la section « Notes et références ».
 (mai 2013).
Industrie et Technologies est un magazine mensuel français de presse écrite du Groupe Industrie Services Info (GISI) consacré à la veille technologique et destiné aux professionnels de l'industrie. Il a été fondé en 1958.
Industrie et Technologies traite de l'énergie et l'environnement, des matériaux et de la chimie, de la conception et du design, de la production et de la robotique et de numérique et de l'informatique.